# Sonja Lapajne Oblak

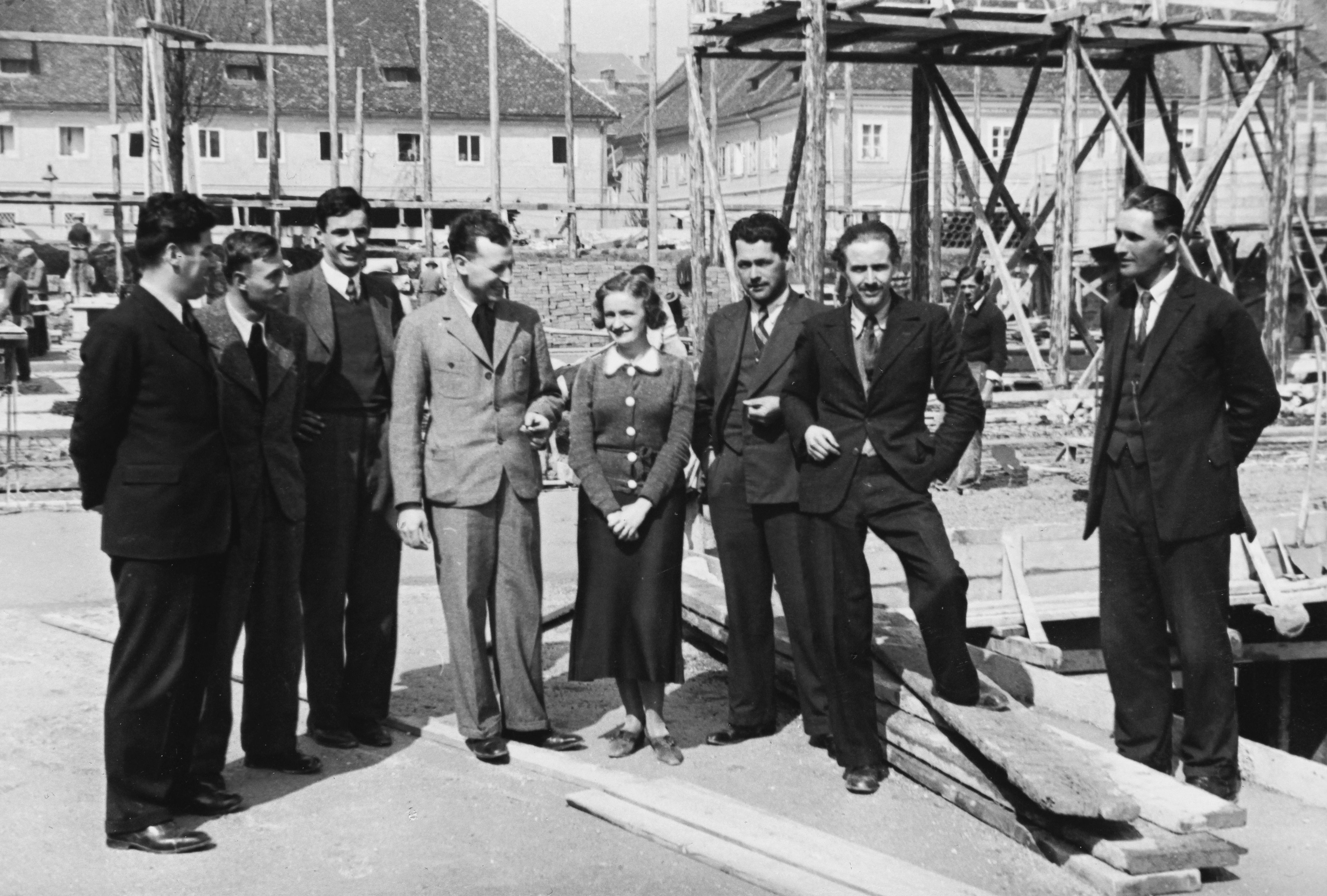
Sonja Lapajne Oblak mit Kollegen in 1926

Sonja Lapajne Oblak (* 15. Juli 1906 in Šentvid pri Ljubljani; † 29. September 1993 in Ljubljana) war eine slowenische Architektin, die erste Bauingenieurin und Stadtplanerin Sloweniens. Sie war Partisanin im Zweiten Weltkrieg, überlebte das Konzentrationslager Ravensbrück und war am Wiederaufbau Jugoslawiens beteiligt.

## Leben

### Kindheit und Ausbildung
Sonja Lapajne wurde 1906 in Šentvid pri Ljubljani geboren und auf den Namen Zofija-Sonja getauft. Ihre Eltern waren Antonija und Živko Lapajne. Ihr Vater war ein angesehener Arzt, spezialisiert auf Tuberkulose und öffentliche Gesundheit, und leitete ein Hygieneinstitut mit Interesse an Eugenik nach dem Ersten Weltkrieg. 1932 wurde sie als erste slowenische Frau an der Technischen Fakultät in Ljubljana Bauingenieurin.

### Beruflicher Werdegang
Von 1934 bis 1943 arbeitete sie als Statikerin für die technische Abteilung der königlichen Verwaltung der Provinz Drava Banate in Ljubljana und beaufsichtigte staatliche Bauprojekte. Sie arbeitete mit bekannten Architekten wie Jože Plečnik, Emil Navinšek, Vinko Glanz und Edvard Ravnikar zusammen. 1936 berechnete sie das weltweit erste korridorfreie, in Stahlbeton errichtete Schulgebäude nach Plänen von Navinšek. Sie war für statische Berechnungen und Bauüberwachung zahlreicher Betonbauten verantwortlich, darunter das Gymnasium Bežigrad in Ljubljana, die Galerie für Moderne Kunst, die National- und Universitätsbibliothek sowie das Hotel King in Rogaška Slatina.

### Zweiter Weltkrieg
1941 schloss sie sich der jugoslawischen Partisanenbewegung an. 1943 war sie Parteisekretärin der Befreiungsfront, wurde von den Italienern verhaftet und nach deren Kapitulation in das deutsche Konzentrationslager Ravensbrück deportiert, wo sie bis Kriegsende blieb. Nach dem Krieg wurde sie die erste Stadtplanerin Sloweniens und arbeitete in großen Bauunternehmen Jugoslawiens. In den 1950er Jahren war sie am Entwicklungsplan für die Region Pomurje beteiligt. Bis zu ihrer Pensionierung 1969 leitete sie das Institut für Architektur, Städtebau und Bauingenieurwesen in Ljubljana.
Sonja Lapajne Oblak starb 1993 in Ljubljana.

## Auszeichnungen
- Orden der Arbeit, II. Klasse
- Orden der Brüderlichkeit und Einheit, II. Klasse
- Orden für Verdienste um das Volk
- Erinnerungsmedaille der Partisanen von 1941

## Erinnerung
2017 war sie Teil der Ausstellung „To the Fore: Female Pioneers of Slovenian Architecture, Civil Engineering, and Design“ in der DESSA-Galerie in Ljubljana. 2018 wurde sie in einer Open-Air-Ausstellung der Slowenischen Akademie der Wissenschaften und Künste am Ufer der Ljubljanica gewürdigt, gemeinsam mit 19 weiteren Pionierinnen der slowenischen Architektur und Baukunst.